# Мормин, Сергей Валерьевич
Сергей Валерьевич Мормин (род. 20 декабря 1964 года) — депутат Государственной Думы I созыва от партии ЛДПР.

## Краткая биография
Сергей Валерьевич Мормин родился 20 декабря 1964 года.
С 23 июня 1995 по декабрь 1995 года являлся депутатом Государственной думы по списку партии ЛДПР (перешел мандат сложившего депутатские полномочия Жука).